# 1493.
◄ | 14. stoljeće | 15. stoljeće | 16. stoljeće | ►
◄ | 1460-ih | 1470-ih | 1480-ih | 1490-ih | 1500-ih | 1510-ih | 1520-ih | ►
◄◄ | ◄ | 1490. | 1491. | 1492. | 1493. | 1494. | 1495. | 1496. | ► | ►►
Arhitektura • Astronomija • Glazba • Knjige • Književnost • Kršćanstvo • Medicina • Pravo • Promet • Slikarstvo • Znanost

## Događaji
- 9. rujna – Bitka na Krbavskom polju
- 19. studenog – Na drugom putovanju za Ameriku, na koje je krenuo sa sedamnaest brodova i 1.500 ljudi, Kristofor Kolumbo otkrio je Portoriko.

## Rođenja
- 25. studenog – Hozana Kotorska, katolička blaženica († 1565.)

## Smrti
- 19. kolovoza - Fridrik III., car Svetog Rimskog Carstva
- 9. rujna - Karlo IV. Kurjaković, Ivan IX. Frankapan Cetinski, Petar II. Zrinski, Pavao III. Zrinski

## Vanjske poveznice
|  | Zajednički poslužitelj ima još gradiva o temi 1493. |